# Robert J. Elder Jr.

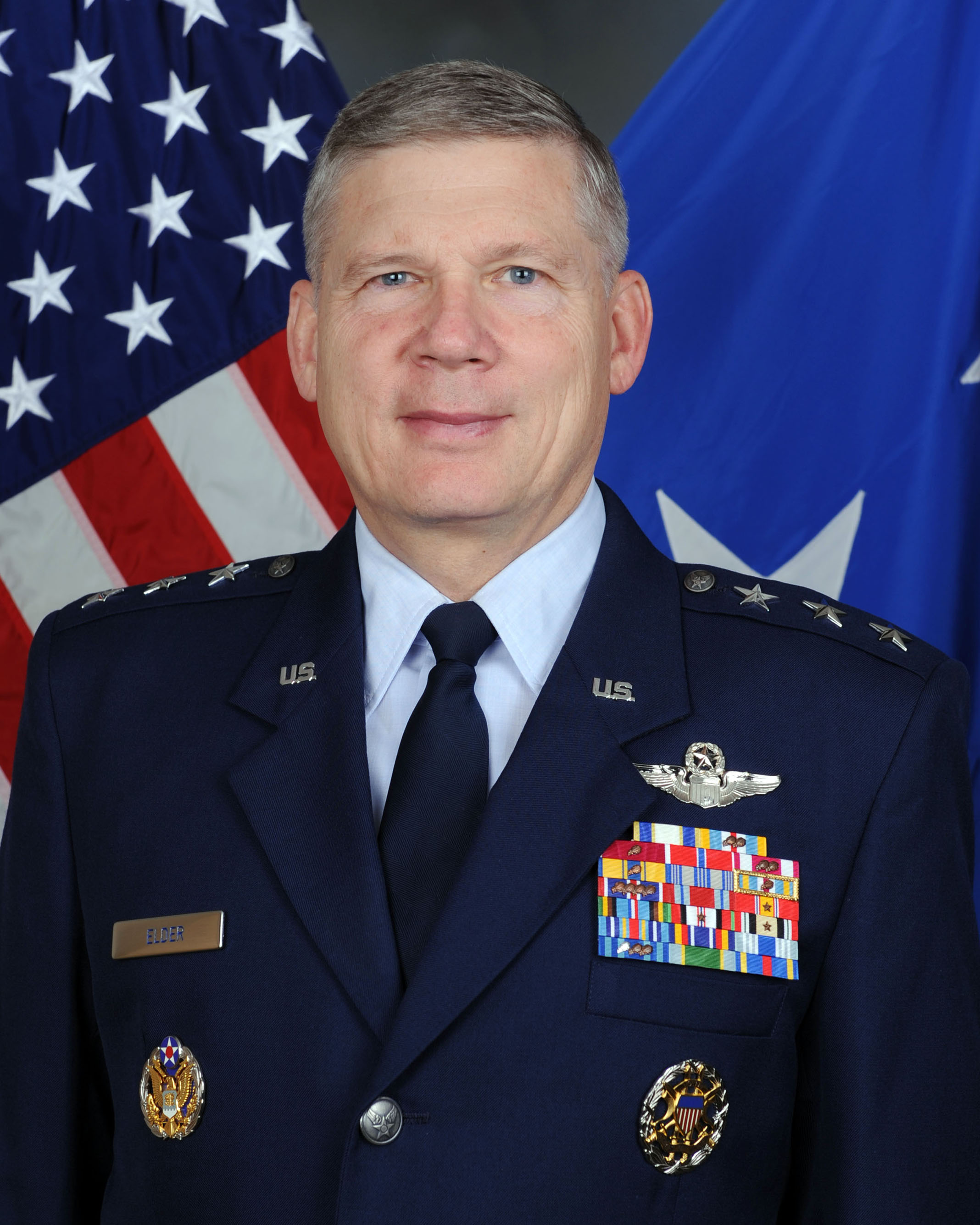
Robert J. Elder Jr.

Robert J. Elder Jr. (* 15. Oktober 1952) ist ein pensionierter Generalleutnant der United States Air Force. Er war unter anderem Kommandeur der 8. Luftflotte.
Über das ROTC-Programm der University of Detroit gelangte er im Jahr 1975 in das Offizierskorps der United States Air Force. Dort durchlief er anschließend alle Offiziersränge vom Leutnant bis zum Drei-Sterne-General.
Im Lauf seiner militärischen Karriere absolvierte er verschiedene Kurse und Schulungen. Dazu gehörten unter anderem eine Ausbildung zum Kampfpiloten und weitere Fortbildungskurse als Pilot neuer Flugzeugtypen; die Squadron Officer School über einen Fernkurs; das Air Command and Staff College; das Air War College; das National War College in Fort Lesley J. McNair, Washington, D.C.; den Senior Executive Course am George C. Marshall College in Garmisch-Partenkirchen; den Combined Force Air Component Commander Course; den Joint Flag Officer Warfighting Course; den Systems Acquisition Management Course for General/Flag Officers und den Pinnacle Course an der National Defense University.
In seinen frühen Jahren als Offizier der Luftwaffe war er an verschiedenen Stützpunkten in den Vereinigten Staaten stationiert. Dabei war er als Pilot, Flugausbilder oder Stabsoffizier bei unterschiedlichen Einheiten tätig. Dazwischen absolvierte er die erwähnten Schulungen. Als Stabsoffizier war er unter anderem im Hauptquartier der Air Force und beim Joint Chiefs of Staff tätig. Zwischen September 1988 und Juli 1990 kommandierte er auf der Barksdale Air Force Base in Louisiana die 596. Bomberschwadron (596th Bombardment Squadron).
Zwischen Juli 1993 und Dezember 1994 hatte Robert Elder als Oberst auf der Minot Air Force Base in North Dakota den Oberbefehl über die 5th Operations Group. Anschließend gehörte er bis zum August 1996 dem Stab im Hauptquartier der Air Force an. Danach kehrte er auf die Minot AFB zurück wo er bis Juli 1998 das 5. Bombergeschwader (5th Bomb Wing) kommandierte. Es folgte eine Versetzung zur Langley Air Force Base in Virginia. Dort gehörte er bis zum April 2000 als Assistant Director of Aerospace Operations, dem Stab des Air Combat Command (ACC) an.
Zwischen April 2000 und September 2001 war Elder in Kalkar in Deutschland stationiert. Dort gehörte er dem Stab der NATO-Eingreiftruppe NATO Reaction Force Air Staff an. Nach seiner Rückkehr in die Vereinigten Staaten wurde er auf die Shaw Air Force Base in South Carolina versetzt. Zwischen Oktober 2001 und Juni 2003 war er dort stellvertretender Kommandeur der 9. Luftflotte (Ninth Air Force) und ebenfalls stellvertretender Kommandeur des U.S. Central Command Air Forces. Im Anschluss wurde er mit der 9. Luftflotte in den Nahen Osten versetzt, die im Rahmen des Irakkriegs und des Kriegs in Afghanistan dort Einsätze flog. Zwischen Juni 2003 und Juli 2004 leitete Robert Elder dort das vorgelagerte Hauptquartier der CENTAF-Luftstreitkräfte. Gleichzeitig war er stellvertretender Kommandeur der 9th Aerospace Expeditionary Task Force und der dort eingesetzten Luftstreitkräfte.
Im Anschluss wurde er auf der Maxwell Air Force Base in Alabama Leiter des Air War Colleges und stellvertretender Leiter der Air University. Diese Ämter hatte er bis zum Juni 2006 inne. Sein letzter militärischer Auftrag führte ihn auf die Barksdale Air Force Base in Louisiana. Dort kommandierte er zwischen dem 13. Juni 2006 und dem 1. Juni 2009 die 8. Luftflotte. Gleichzeitig war er auch Joint Functional Component Commander for Space and Global Strike des United States Strategic Commands. Anschließend schied er aus dem aktiven Militärdienst aus.
Während seiner aktiven Zeit als Militärpilot absolvierte er über 4300 Flugstunden auf verschiedenen Flugzeugtypen. Zwischen 1985 und 2007 veröffentlichte er mehrere Abhandlungen zu militärisch-politischen Themen.
Nach seiner Pensionierung wurde Robert Elder Mitglied der Forschungsfakultät der George Mason University.

## Daten der Beförderungen
| Abzeichen | Rang               | Jahr             |
| --------- | ------------------ | ---------------- |
|           | Second Lieutenant  | 10. Mai 1975     |
|           | First Lieutenant   | 4. Dezember 1977 |
|           | Captain            | 1. Dezember 1979 |
|           | Major              | 1. August 1984   |
|           | Lieutenant Colonel | 1. Juli 1988     |
|           | Colonel            | 1. Januar 1992   |
|           | Brigadier General  | 1. Januar 2000   |
|           | Major General      | 1. Oktober 2003  |
|           | Lieutenant General | 13. Juni 2006    |

## Orden und Auszeichnungen
Robert Elder Jr. erhielt im Lauf seiner militärischen Laufbahn unter anderem folgende Auszeichnungen:
- Air Force Distinguished Service Medal
- Defense Superior Service Medal
- Legion of Merit
- Bronze Star Medal
- Air Force Commendation Medal
- Air Force Achievement Medal
- Meritorious Service Medal